# Mahora (kommunhuvudort)
Mahora är en kommunhuvudort i Spanien.   Den ligger i provinsen Provincia de Albacete och regionen Kastilien-La Mancha, i den centrala delen av landet, 220 km sydost om huvudstaden Madrid. Mahora ligger 669 meter över havet och antalet invånare är 1 346.
Terrängen runt Mahora är platt. Runt Mahora är det ganska glesbefolkat, med 24 invånare per kvadratkilometer. Närmaste större samhälle är Madrigueras, 6,0 km väster om Mahora. Trakten runt Mahora består till största delen av jordbruksmark.